# Pashupatas
Pashupatas sind die Angehörigen einer shivaitische Sekte, welche die erste in der Literatur vorkommende shivaitische Gruppierung bildeten. So werden sie bei Patanjali im 2. Jahrhundert v. Chr. und im Mahabharata erwähnt.
Die Pashupatas werden auch nach einem ihrer Lehrer Lakulisha genannt, jedoch sind der historische Lakulisha und dessen Lehren wohl erst später aufgetreten.
Die Kenntnisse über Lehren der Sekte beziehen sich auf spätere Texte, das Sarvadarshanasamgraha des Madhava aus dem 14. Jahrhundert, und die Pashupata Sutras mit einem Kommentar von Kaudinya vermutlich aus dem 4.–6. Jahrhundert.
Aus diesen Texten sind folgende Kategorien ersichtlich:
- Die Gottheit (pati), auch Ursache (karana) genannt
- Karya, der Effekt, der Stofflichkeit (pasa, kala), Seele (pashu) und Wissen (vidya) ist
- Yoga, Kontemplation
- Vidhi, rechte Handlungsweise, religiöse Taten
- Dukhanta, Erlösung

Die Theologie der Pashupatas ist darauf ausgerichtet, dass Gott (Shiva) Gnade ist und die Seele vom Leiden erlöst. Die Gnade Gottes wird durch Yoga und rechtes Verhalten (vidhi) erlangt.